# Геза Тольді
Геза Тольді (угор. Toldi Géza, 11 лютого 1909, Будапешт — 16 серпня 1985, Будапешт) — угорський футболіст, що грав на позиції нападника. Бомбардир, що забив за кар'єру понад 350 голів у офіційних матчах.
Виступав, зокрема, за клуб «Ференцварош», а також національну збірну Угорщини. Чотириразовий чемпіон Угорщини, володар кубка Мітропи, фіналіст чемпіонату світу 1938.
По завершенні ігрової кар'єри — тренер. Триразовий чемпіон Данії.

## Клубна кар'єра
У складі Ференцвароша дебютував у сезоні 1927/1928, коли команда стала переможцем одразу трьох трофеїв: чемпіоном Угорщини, володарем кубка країни і володарем кубка Мітропи. Внесок Гези у ці перемоги невеликий — він зіграв лише кілька матчів, а у кубку Мітропи взагалі жодного разу не виходив на поле. Але вже за кілька сезонів Тольді став одним з ключових виконавців Ференцвароша, граючи в лінії нападу з такими виконавцями, як Йожеф Такач, Дьордь Шароші, Вільмош Кохут, Йожеф Турай і Міхай Танкош. Тольді найчастіше грав на позиції лівого напівсереднього нападника, добре взаємодіяв з крайнім форвардом Танкошем.
У 1932 році клуб здобув перемогу у національній першості з рекордним показником у 22 перемоги у 22 матчах, з різницею м'ячів 105:18. Тольді у тому сезоні забив 25 голів і посів у списку найкращих бомбардирів чемпіонату третє місце.
У наступному сезоні клуб Гези поступився чемпіонським титулом команді «Уйпешт», але взяв реванш за цю невдачу у кубку Угорщини. У фіналі «Ференцварош» розгромив «Уйпешт» з рекордним рахунком 11:1. Тольді відзначився одним голом у цьому матчі.
У сезоні 1933–1934 років Геза став найкращим бомбардиром чемпіонату, забивши 27 голів, а його команда здобула черговий титул чемпіона. Через рік клуб обмежився перемогою у кубку, де у фіналі здолав «Хунгарію» за рахунком 2:1 (перший гол у матчі на рахунку Тольді).
Свій четвертий титул чемпіона країни здобув з «Ференцварошем» у 1938 році, відзначившись за сезон 27 разів. Того ж року був визнаний найкращим футболістом Угорщини. Вже за рік Тольді пішов команди. Згодом з 1939 по 1943 рік грав у складі клубів «Гамма» (Будапешт) та «Сегед».
У сезоні 1942—1943 років повернувся у «Ференцварош», з яким виграв ще один кубок Угорщини. Загалом у складі клубу зіграв з врахуванням товариських матчів за різними даними 454—456 матчів, у яких забив 428—430 голів, серед яких понад 260 голів були у офіційних матчах.
Завершив професійну ігрову кар'єру у клубі «Зуглої Данувія», за команду якого виступав протягом 1945—1946 років.
Угорські футбольні історики характеризують Гезу Тольді, як невтомного гравця, що міг діяти по усьому фронту атаки, часто відходив назад і брав участь у захисних діях команди. Мав потужний удар. Відзначався бійцівським якостями і вмінням грати головою. В той же час мав хорошу техніку роботи з м'ячем. Серед його недоліків, невміння стримати нерви, через що він часто виходив з себе і отримував вилучення. 

## Виступи у кубку Мітропи
У переможному для «Ференцвароша» розіграші кубка Мітропи 1928 Тольді участі не брав, адже лише починав свої виступи у команді і не був гравцем основи. Дебют гравця у матчах турніру відбувся в 1930 році у поєдинку з празькою «Славією», що завершився нічиєю 2:2 з голом Гези на 30-й хвилині. У матчі-відповіді угорці перемогли 1:0 і вийшли у півфінал, де поступились віденській «Аустрії» (1:5, 1:0).
На стадії півфіналу завершився шлях «Ференцвароша» і у Кубку Мітропи 1934 року. У тому розіграші Тольді забив 4 голи, один з яких у першому півфінальному матчі з «Болонією», що приніс нічию 1:1. В матчі-відповіді перемогли італійці — 5:1.
Уже наступного року «Ференцварош» дійшов до фіналу. Геза забивав усім суперникам: один гол «Ромі» в 1/8 фіналу (8:0), два голи забив чеському «Жиденіце» в другій чвертьфінальній грі (6:1), а також два важливих голи у виїзному матчі з «Аустрією», що завершився поразкою 2:3, але приніс путівку в фінал, бо у першому матчі угорці перемогли 4:2. У фіналі Тольді також забив у першій грі грі зі «Спартою», але за сумою двох матчів перемогла чехословацька команда (2:1, 0:3).
Здобути титул «Ференцварошу» вдалося у 1937 році. Тольді забив 8 голів, в тому числі по одному у обох фінальних матчах з італійським «Лаціо» (4:2, 5:4). Хоча й не став найрезультативнішим у своїй команді, поступившись Дьордю Шароші, на рахунку якого було 12 голів.
У двох наступних розіграшах «Ференцварош» також доходив до фіналу, але поступався «Славії» і «Уйпешту» відповідно. Тольді зробив хет-трик у грі з румунською «Ріпенсією» (5:4) у 1938 році, а також забив чотири голи італійській «Болоньї» (4:1) у 1939, а у вирішальних матчах не забивав.
Загалом у кубку Мітропи у 1930—1939 роках на рахунку Гези Тольді 42 матчі, у яких він забив 29 голів. За кількістю забитих голів він ділить 2-3 місце з Джузеппе Меаццою. За кількістю зіграних фіналів ділить перше місце з Дьордем Шароші і Ярославом Бургром — по 8 матчів.

## Виступи за збірну
1929 року дебютував в офіційних матчах у складі національної збірної Угорщини. Протягом кар'єри у національній команді, яка тривала 12 років, провів у формі головної команди країни 46 матчів, забивши 25 голів.
У складі збірної був учасником чемпіонату світу 1934 року в Італії, чемпіонату світу 1938 року у Франції, де разом з командою здобув «срібло».

## Кар'єра тренера
Розпочав тренерську кар'єру невдовзі по завершенні кар'єри гравця, 1948 року, очоливши тренерський штаб клубу «ВПС».
1951 року став головним тренером команди «Оденсе», тренував команду з Оденсе три роки.
Згодом протягом 1954—1956 років очолював тренерський штаб клубу «Орхус». Здобув з командою два титули чемпіона Данії. А протягом 1956–1957 років працював у Єгипті із «Замалеком».
1957 року прийняв пропозицію попрацювати зі збірною Бельгії, якою керував у шести матчах. Залишив збірну Бельгії 1958 року, після чого повернувся
в «Орхус». В 1960 році знову привів команду до перемоги у національному чемпіонаті.
Протягом подальшої тренерської кар'єри очолював команди клубів з Данії «Беркем», «Вібю» та «Болдклуббен 1909».
Останнім місцем тренерської роботи був клуб «Сковбаккен», головним тренером команди якого Геза Тольді був з 1970 по 1971 рік.
Помер 16 серпня 1985 року на 77-му році життя у місті Будапешт.
| Дата       | Місто              | Господарі        | Результат | Гості                   | Турнір                             | Голи | Примітки |
| ---------- | ------------------ | ---------------- | --------- | ----------------------- | ---------------------------------- | ---- | -------- |
| 14/04/1929 | Берн               | Швейцарія        | 4 – 5     | Угорщина                | Кубок Центральної Європи 1927—1930 | 1    |          |
| 08/09/1929 | Прага              | Чехословаччина   | 1 – 1     | Угорщина                | Кубок Центральної Європи 1927—1930 | -    |          |
| 13/04/1930 | Базель             | Швейцарія        | 2 – 2     | Угорщина                | товариський матч                   | 2    |          |
| 01/06/1930 | Будапешт           | Угорщина         | 2 – 1     | Австрія                 | товариський матч                   | -    |          |
| 08/06/1930 | Будапешт           | Угорщина         | 6 – 2     | Нідерланди              | товариський матч                   | 1    |          |
| 21/09/1930 | Відень             | Австрія          | 2 – 3     | Угорщина                | товариський матч                   | -    |          |
| 19/02/1932 | Каїр               | Єгипет           | 0 – 0     | Угорщина                | товариський матч                   | -    |          |
| 20/03/1932 | Прага              | Чехословаччина   | 1 – 3     | Угорщина                | товариський матч                   | 1    |          |
| 24/04/1932 | Відень             | Австрія          | 8 – 2     | Угорщина                | товариський матч                   | -    | 63'      |
| 08/05/1932 | Будапешт           | Угорщина         | 1 – 1     | Італія                  | Кубок Центральної Європи 1931—1932 | 1    |          |
| 19/06/1932 | Берн               | Швейцарія        | 3 – 1     | Угорщина                | Кубок Центральної Європи 1931—1932 | -    |          |
| 18/09/1932 | Будапешт           | Угорщина         | 2 – 1     | Чехословаччина          | Кубок Центральної Європи 1931—1932 | 1    |          |
| 30/10/1932 | Будапешт           | Угорщина         | 2 – 1     | Німеччина               | товариський матч                   | -    |          |
| 02/07/1933 | Стокгольм          | Швеція           | 5 – 2     | Угорщина                | товариський матч                   | 1    |          |
| 01/10/1933 | Відень             | Австрія          | 2 – 2     | Угорщина                | товариський матч                   | -    |          |
| 22/10/1933 | Будапешт           | Угорщина         | 0 – 1     | Італія                  | Кубок Центральної Європи 1933—1935 | -    |          |
| 14/01/1934 | Франкфурт-на-Майні | Німецька імперія | 3 – 1     | Угорщина                | товариський матч                   | -    |          |
| 25/03/1934 | Софія (місто)      | Болгарія         | 1 – 4     | Угорщина                | Відбір до ЧС 1934                  | 1    |          |
| 15/04/1934 | Відень             | Австрія          | 5 – 2     | Угорщина                | товариський матч                   | -    |          |
| 29/04/1934 | Прага              | Чехословаччина   | 2 – 2     | Угорщина                | Кубок Центральної Європи 1933—1935 | -    |          |
| 10/05/1934 | Будапешт           | Угорщина         | 2 – 1     | Англія                  | товариський матч                   | -    | кап.     |
| 27/05/1934 | Неаполь            | Угорщина         | 4 – 2     | Єгипет                  | ЧС 1934 - 1/8 фіналу               | 2    |          |
| 31/05/1934 | Болонья            | Австрія          | 2 – 1     | Угорщина                | ЧС 1934 - чвертьфінал              | -    |          |
| 07/10/1934 | Будапешт           | Угорщина         | 3 – 1     | Австрія                 | Кубок Центральної Європи 1933—1935 | 1    |          |
| 12/05/1935 | Будапешт           | Угорщина         | 6 – 3     | Австрія                 | товариський матч                   | 1    |          |
| 22/09/1935 | Будапешт           | Угорщина         | 1 – 0     | Чехословаччина          | Кубок Центральної Європи 1933—1935 | -    |          |
| 06/10/1935 | Відень             | Австрія          | 4 – 4     | Угорщина                | Кубок Центральної Європи 1933—1935 | 1    |          |
| 10/11/1935 | Будапешт           | Угорщина         | 6 – 1     | Швейцарія               | товариський матч                   | 1    |          |
| 15/03/1936 | Будапешт           | Угорщина         | 3 – 2     | Німеччина               | товариський матч                   | -    |          |
| 31/05/1936 | Будапешт           | Угорщина         | 1 – 2     | Італія                  | товариський матч                   | -    |          |
| 27/09/1936 | Будапешт           | Угорщина         | 5 – 3     | Австрія                 | Кубок Центральної Європи 1936—1938 | 3    |          |
| 04/10/1936 | Бухарест           | Румунія          | 1 – 2     | Угорщина                | товариський матч                   | 1    | кап.     |
| 18/10/1936 | Прага              | Чехословаччина   | 5 – 2     | Угорщина                | Кубок Центральної Європи 1936—1938 | 1    |          |
| 06/12/1936 | Дублін             | Ірландія         | 2 – 3     | Угорщина                | товариський матч                   | 1    |          |
| 25/04/1937 | Турин              | Італія           | 2 – 0     | Угорщина                | Кубок Центральної Європи 1936—1938 | -    |          |
| 09/05/1937 | Будапешт           | Угорщина         | 1 – 1     | Югославія               | товариський матч                   | -    | 46'      |
| 23/05/1937 | Будапешт           | Угорщина         | 2 – 2     | Австрія                 | товариський матч                   | -    |          |
| 14/11/1937 | Будапешт           | Угорщина         | 2 – 0     | Швейцарія               | Кубок Центральної Європи 1936—1938 | 1    |          |
| 20/03/1938 | Нюрнберг           | Німеччина        | 1 – 1     | Угорщина                | товариський матч                   | 1    | кап.     |
| 05/06/1938 | Реймс              | Угорщина         | 6 – 0     | Нідерландська Ост-Індія | ЧС 1938 - 1/8 фіналу               | 1    |          |
| 16/06/1938 | Париж              | Угорщина         | 5 – 1     | Швеція                  | ЧС 1938 - півфінал                 | -    |          |
| 07/12/1938 | Глазго             | Шотландія        | 3 – 1     | Угорщина                | товариський матч                   | -    |          |
| 27/08/1939 | Варшава            | Польща           | 4 – 2     | Угорщина                | товариський матч                   | -    |          |
| 07/04/1940 | Берлін             | Німеччина        | 2 – 2     | Угорщина                | товариський матч                   | 1    | кап.     |
| 02/05/1940 | Будапешт           | Угорщина         | 1 – 0     | Хорватія                | товариський матч                   | -    |          |
| 19/05/1940 | Будапешт           | Угорщина         | 2 – 0     | Румунія                 | товариський матч                   | -    |          |
| Усього     |                    | Матчів           | 46        |                         | Голів                              | 25   |          |

## Титули і досягнення
«Ференцварош»:
- Володар Кубка Мітропи: 1937
- Фіналіст Кубка Мітропи: 1935, 1938, 1939
- Чемпіон Угорщини: 1927–28, 1931–32, 1933–34, 1937–38
- Срібний призер Чемпіонату Угорщини: 1928–29, 1929–30, 1934–35, 1936–37, 1938–39
- Бронзовий призер Чемпіонату Угорщини: 1930–31, 1932–33, 1935–36, 1942–43
- Володар Кубка Угорщини: 1928, 1933, 1935, 1943
- Фіналіст Кубка Угорщини: 1931, 1932

Збірна Угорщини:
- Срібний призер чемпіонату світу: 1938
- Учасник чемпіонату світу: 1934

### Як тренера
- Чемпіон Данії (3):

«Орхус»: 1955–1956, 1956–1957, 1960

### Особисті
- Найкращий бомбардир чемпіонату Угорщини: 1934 (27 голів)
- Найкращий футболіст Угорщини: 1938
- Займає десяте місце у списку найкращих бомбардирів чемпіонату Угорщини (271 гол)[13]
- Ділить друге-третє місце[14] у списку найкращих бомбардирів кубка Мітропи (1927—1940) (29 голів)